# 心膜炎
心膜炎（英語: pericarditis、心包炎とも）は、種々の原因によって生じる心膜の炎症である。臨床的には急性心膜炎と慢性収縮性心膜炎の2つに大別される。

## 概念
剖検においては2〜6パーセントの頻度で見られるが、臨床では入院例の0.1パーセントに認められるに過ぎないことから、不顕性のものが多いと考えられている。
病理組織学的には心膜の反応により線維素性、漿液線維素性、血性、膿性などに分類され、頻度上では前二者が圧倒的に多い。
以前は心膜炎の原因としてリウマチ性か結核性が考えられていたが、現在は特発性が最も多い。
- 特発性心膜炎
- 感染性心膜炎
  - 結核性
  - 細菌性(ブドウ球菌、連鎖状球菌、肺炎双球菌、その他)
  - ウイルス性(コクサッキーB型、エコー、アデノその他)
  - 真菌性(アスペルギルス、ヒストプラズマ、その他)
  - その他(寄生虫など)
- リウマチ性心膜炎
- 心筋梗塞後症候群
- 心臓手術後症候群
- 膠原病に伴う心膜炎(結節性動脈周囲炎、全身性エリテマトーデス、関節リウマチ)
- 尿毒症性心膜炎
- その他(腫瘍性、薬物性、X線照射後)

急性心膜炎のなかでは原因不明(ウイルスによる可能性が最も高いが、現在のところ確定されていない)のいわゆる特発性心膜炎が最も多く、そのほか心筋梗塞後、心臓手術後症候群などの頻度が増えつつある。慢性収縮性心膜炎の原因も半数以上が不明であるが、原因のはっきりしたものの中では結核性が最も多い。

## 急性心膜炎
急性心膜炎（英: acute pericarditis）とは、心膜に急性炎症を生じたもの。病理学的には、線維素性、漿液性、化膿性、出血性、肉芽腫性などに分けられる。また、滲出液の有無によって、滲出性（effusive）と非滲出性（noneffusive）に分けられる。滲出液が多量となると心タンポナーデを来たしうるため、注意が必要である。

### 症状
胸痛
自覚症状のうちで、最も高頻度かつ重要なものである。通常、前胸部あるいは胸骨後部に鋭利痛ないし鈍痛を認める。この疼痛の特徴は呼吸、咳嗽、側臥位で増強し、頸部や肩に放散することである。このため、時に虚血性心疾患における疼痛や胸膜痛との鑑別が困難となる。吸気や仰臥位で増強し、座位や前屈位にて軽減することが多く、このため浅い呼吸となり呼吸困難を自覚する。
呼吸困難
比較的初期から認められる。呼吸は速く浅くなることが多い。心膜腔貯留液による気管、肺への機械的圧迫、呼吸による胸痛の増強などが要因と考えられる。坐位前傾姿勢により呼吸困難が軽快することもある。
その他
全身的には発熱、全身倦怠感を認めるほか、胸痛や呼吸困難に基づく不安感なども出現しやすい。

### 診断

#### 鑑別診断
1. 胸痛を呈する疾患
2. 心陰影拡大をきたす疾患
3. 呼吸困難を呈する疾患

#### 身体所見
心膜摩擦音
最も特徴的であり、診断にあたって最重要の身体所見である。ただし病期によっては収縮期/拡張期のいずれか一方でしか聞こえないこともあり、また一過性で消失してしまうことも多いため、しばしば見逃される。
位置は胸骨左縁下部と心尖部、体位は立位・前屈位・深吸気時においてよく聴かれる。音の性状はこするような音からひっかくような粗い音まで、音量もLevineの6段階分類法においてIからV度と幅がある。典型的には、前収縮期、収縮期、拡張期の3成分より成り、蒸気機関車様（locomotive）を呈する。
エワルト徴候（Ewart sign）
ピンス徴候とも称する。滲出性心膜炎の際に認められるもので、
- 心濁音界の拡大
- 心音減弱、特にI音の減弱
- 左肩甲骨下部の濁音
- 気管支音の聴取

が認められる。これらは、貯留した心膜液が左肺の基部を圧迫するために生じる。

#### 検査所見
心臓超音波検査
滲出性心膜炎の場合、臓側心膜と壁側心膜の間にecho free spaceが認められる。心膜液少量の場合、echo free spaceは左室後壁と壁側心膜の間に限局するが、多量になると右室前面にも認められるようになる。
胸部X線写真
基本的には心陰影は正常である。ただし滲出性心膜炎の場合は、左右対称性の心陰影拡大像が認められる。
心電図
広範な誘導で上方へ凹形のST上昇が認められる。ただしこれはaVR（一部ではV1も）を除き、またaVRにおいては対側性変化が見られることが多い。また、心房表面にも炎症が及ぶため、PRはaVRで上昇、II、aVF、V5、V6で低下がみられる。これらの変化は、通常、4期に分けて見られる。
貯留液が多量の場合、心タンポナーデと同様に低電位を示す。
血液検査
炎症所見としてCRPや白血球数、また原因検索のために各種ウイルス抗体検査、免疫学的検査、生化学検査、腫瘍マーカーなどが行われる。

### 治療
原疾患の治療が原則である。例えば化膿性心膜炎の場合、ドレナージを行なうとともに、起因菌に対し有効な抗菌剤を投与する。疼痛に対しては場合は非ステロイド系消炎鎮痛薬を投与する。また、症状が強ければステロイド剤投与が検討されるが、感染性のものを否定することが必要であり、また短期間の使用にとどめることが望ましい。
また、貯留液が多量の場合、対症療法として、利尿薬などの投与による治療を試みる。効果を得られない場合、あるいは症状が急速に進行している場合は、心膜腔穿刺により排液を行う。15パーセントで心タンポナーデを併発するため、注意が必要である。
特発性の場合、予後は良好で、2週〜2か月で治癒することが多い。ただし20〜30パーセントで再発し、また収縮性心膜炎を続発する場合があることに注意が必要である。

## 慢性収縮性心膜炎
慢性収縮性心膜炎（英: chronic constrictive pericarditis）とは、心膜が慢性炎症によって線維化・肥厚・癒着を生じ、これによって心膜腔が閉塞して心臓の拡張障害に至ったものである。基本的に、急性心膜炎はすべて慢性収縮性心膜炎に至る危険性を有しているが、特に特発性と結核性が高頻度に慢性移行する。

### 症状
本症の本態は心拡張障害であり、静脈鬱血による症状が出現する。もっとも顕著な症状は腹水貯留による腹部膨満と肝腫大で、このほか、浮腫や表在静脈怒張、肝腫大、胸水が認められる。労作時呼吸困難なども認めるが、急性肺水腫は極めて稀である。

### 診断

#### 身体所見
心膜叩打音（pericardial knock sound）
拡張早期、II音に続いてIII音より少し早く出現するもので、位置は胸骨左縁、III音よりやや高調である。心膜硬化によって、心室の急速充満期における弛緩拡張が障害されて生じると考えられている。
なお、急性心膜炎で聴取された心膜摩擦音は、慢性収縮性心膜炎では消失する。
心尖拍動
心尖拍動は微弱で、収縮期に陥凹することがある。
頸静脈波

#### 検査所見
心臓超音波検査
Mモードにおいて、心膜の多層エコー、拡張早期の心室中隔異常運動や、房室弁口および静脈血流速波形の拡張早期波の尖鋭化が認められる。
胸部X線写真・縦隔X線CT
心膜の肥厚、大静脈径の拡大、右室の変形などが認められる。とくにX線CTでは石灰化の分布を確認できることが多い（右心側に多い）。心胸郭比（CTR）の増大は見られないことが多い。ただし、胸水貯留がある場合は、左房の拡大が認められることがある。
心臓カテーテル検査
右室圧曲線におけるdip and plateau型波形が有名である。これは、拡張早期に深い谷を形成したのち、これに続いてやや上昇したのち平坦な波形を示すものである。また心房圧曲線はM型あるいはW型波形を示すことが多い。
心電図
特異的ではないが、T波の陰転・平坦化がみられることがある。これは心膜傷害によるものである。またQRS波の低電位が見られることもある。

### 治療
軽症例で内科的治療を行ないながらの経過観察もありうるが、進行性病変であることから、外科的な心膜切除術が行なわれることが多い。心膜切除術の手術死亡率は5〜20パーセントであるが、成功例では90パーセントで症状改善が認められる、有効な術式であることから、積極的に手術が検討される。